# عبد الرحمن الصالح الحمادي
عبد الرحمن الصالح الحمادي (1944 – 12 مارس 2025) كاتب وإعلامي إماراتي، يُعد من رواد الحركة الفنية والثقافية في منطقة الخليج العربي. اشتهر بتأليف قصة وسيناريو أول فيلم روائي خليجي طويل بس يا بحر (1972)، إلى جانب المسلسل الإذاعي والتلفزيوني الشهير حبابة في الكويت خلال السبعينات. امتدت مسيرته المهنية لأكثر من خمسة عقود تنوعت بين الصحافة، الإذاعة، التلفزيون، والمسرح، كما تولى مناصب ثقافية مرموقة وساهم في تأسيس وتطوير الحركة المسرحية في الخليج.

## النشأة والتعليم
وُلِد عبد الرحمن الصالح في عام 1944 في مدينة خورفكان. نشأ في بيئة تُعنى بالتعليم الديني، وختم القرآن الكريم على يد والدته آمنة يوسف بن حمد بن شاهين الحمادي، التي كانت من أشهر المطوعات في خورفكان، وتم تكريمها في الدورة الأولى لجائزة خليفة التربوية ضمن فئة (المطاوعة).
في طفولته، انتقل الصالح مع والده إلى الكويت، حيث التحق بأول مدرسة ابتدائية له في مدينة الفحيحيل. لاحقًا، انتقل إلى مدرسة السالمية بعد أن كلفت وزارة الأوقاف والده بالإشراف على تأسيس جامع ناصر الصباح الناصر في رأس السالمية. حظي الصالح برعاية عائلة الشيخ ناصر الصباح.

## المسيرة المهنية

### في الصحافة والإعلام
بدأ الصالح مسيرته المهنية في الكويت خلال ستينات القرن العشرين، حيث عمل في الصحافة المكتوبة، ثم انتقل إلى العمل في إذاعة وتلفزيون الكويت. قدّم عددًا من البرامج الاجتماعية والثقافية، من أبرزها برنامج مع الناس الذي تناول قضايا اجتماعية وأسهم في إيجاد حلول لها.

### في المسرح
انضم الصالح إلى مسرح الخليج العربي في الكويت، وكان من المساهمين في تأسيس الحركة المسرحية الخليجية. شارك في إعداد وتقديم العديد من العروض المسرحية التي عالجت قضايا المجتمع الخليجي.

### العودة إلى الإمارات
عاد عبد الرحمن الصالح إلى الإمارات في عام 1976 بدعوة من الشيخ الدكتور سلطان بن محمد القاسمي، حاكم الشارقة. تولى منصب مدير المركز الثقافي لحكومة الشارقة، ثم مدير إدارة المراكز الثقافية الاتحادية التابعة لوزارة الثقافة والإعلام، وشارك في إعداد وتنفيذ البرامج الثقافية على مستوى الدولة.

## أبرز الأعمال

### في السينما
- بس يا بحر (1972): كتب قصة وسيناريو الفيلم الذي يُعد أول فيلم روائي طويل في تاريخ السينما الخليجية. أخرجه خالد الصديق وتناول حياة الغواصين في الكويت قبل اكتشاف النفط. حصل الفيلم على عدة جوائز دولية.[6][7]

### في التلفزيون
- حبابة (1977/1978): مسلسل مستوحى من حكايات ألف ليلة وليلة، ويُعد من أبرز الأعمال التراثية في الدراما الخليجية.

### في المسرح
- دوائر الخرس: تناولت قضايا اجتماعية بأسلوب رمزي.[4]
- القصة التي لم تسردها شهرزاد: قُدّمت في المهرجان المسرحي الأول لدول مجلس التعاون الخليجي مطلع الثمانينات.[4]

## الوفاة
توفي عبد الرحمن الصالح في 12 رمضان 1446 هـ الموافق 12 مارس 2025 في أبوظبي عن عمر ناهز 81 عامًا، وكان قد دخل المستشفى كليفلاند في أبوظبي منذ أسبوع، وذلك بعد إصابته بوعكة صحية شديدة.
. دُفن في مقبرة الشرق في مسقط رأسه خورفكان. نعته مؤسسات ثقافية وفنية عدة.

## اقتباسات
- «الأديب والكاتب الإماراتي الراحل من رواد السينما الخليجية والمسرح والإذاعة والتلفزيون.» سلطان العميمي.[2]
- « عبدالرحمن الصالح الحمادي من العلامات المهمة في تاريخ السينما والتلفزيون الخليجي.» حصة لوتاه.[2]